# Monts Ivanov
Pour les articles homonymes, voir Ivanov.
Les monts Ivanov (en kazakh : Иванов жотасы, en russe : Ивановский хребет) forment un chaînon montagneux de 100 kilomètres de longueur situé à l'ouest de l'Altaï de minerai dans le Kazakhstan-Oriental. Ils culminent à 2 775 mètres d'altitude au Belok des monts Ivanov, appelé aussi mont Vorochilov par les habitants locaux. Ils ont été formés à l'époque hercynienne.

## Hydrographie
Les rivières Kazatchikha et Gromotoukha, affluent de l'Oulba, y prennent leur naissance. À la limite orientale des monts Ivanov, près du lac Palevskoïe et des sources du Grand Tourgousoun, se trouve le Nœud Noir[Quoi ?] (Чёрный узел).

## Flore
Ses pentes sont recouvertes de forêts de conifères et de bouleaux.

## Localités
La ville de Ridder, anciennement Leninogorsk, ainsi que le village de Poleretchnoïe se trouvent sur ses contreforts.

## Source
- (ru) Cet article est partiellement ou en totalité issu de l’article de Wikipédia en russe intitulé « Ивановский хребет » (voir la liste des auteurs).